# Lista över olympiska medaljörer i grekisk-romersk stil i brottning
Det här är en komplett lista över olympiska medaljörer i grekisk-romersk stil i brottning från 1896 till 2024. Endast herrar har tävlat. 

## Nuvarande program

### Bantamvikt
- 58 kg: 1924–1928
- 56 kg: 1932–1936
- 57 kg: 1948–1996
- 58 kg: 2000
- 55 kg: 2004–2012
- 59 kg: 2016
- 60 kg: 2020–

| Spel                            | Guld                               | Silver                             | Brons                              |
| Paris 1924 Detaljer...          | Eduard Pütsep Estland              | Anselm Ahlfors Finland             | Väinö Ikonen Finland               |
| Amsterdam 1928 Detaljer...      | Kurt Leucht Tyskland               | Jindřich Maudr Tjeckoslovakien     | Giovanni Gozzi Italien             |
| Los Angeles 1932 Detaljer...    | Jakob Brendel Tyskland             | Marcello Nizzola Italien           | Louis François Frankrike           |
| Berlin 1936 Detaljer...         | Márton Lőrincz Ungern              | Egon Svensson Sverige              | Jakob Brendel Tyskland             |
| London 1948 Detaljer...         | Kurt Pettersén Sverige             | Mahmoud Hassan Egypten             | Halil Kaya Turkiet                 |
| Helsingfors 1952 Detaljer...    | Imre Hódos Ungern                  | Zakaria Chibab Libanon             | Artiоm Terjan Sovjetunionen        |
| Melbourne 1956 Detaljer...      | Konstantin Vyrupajev Sovjetunionen | Edvin Vesterby Sverige             | Francisc Horvat Rumänien           |
| Rom 1960 Detaljer...            | Oleg Karavajev Sovjetunionen       | Ion Cernea Rumänien                | Dinko Petrov Bulgarien             |
| Tokyo 1964 Detaljer...          | Masamitsu Ichiguchi Japan          | Vladlen Trostianskyj Sovjetunionen | Ion Cernea Rumänien                |
| Mexico City 1968 Detaljer...    | János Varga Ungern                 | Ion Baciu Rumänien                 | Ivan Kotjergin Sovjetunionen       |
| München 1972 Detaljer...        | Rustam Kazakov Sovjetunionen       | Hans-Jürgen Veil Västtyskland      | Risto Björlin Finland              |
| Montréal 1976 Detaljer...       | Pertti Ukkola Finland              | Ivan Frgić Jugoslavien             | Farhat Mustafin Sovjetunionen      |
| Moskva 1980 Detaljer...         | Sjamil Serikov Sovjetunionen       | Józef Lipień Polen                 | Benni Ljungbeck Sverige            |
| Los Angeles 1984 Detaljer...    | Pasquale Passarelli Västtyskland   | Masaki Eto Japan                   | Haralambos Holidis Grekland        |
| Seoul 1988 Detaljer...          | András Sike Ungern                 | Stojan Balov Bulgarien             | Haralambos Holidis Grekland        |
| Barcelona 1992 Detaljer...      | An Han-Bong Sydkorea               | Rifat Yildiz Tyskland              | Sheng Zetian Kina                  |
| Atlanta 1996 Detaljer...        | Jurij Melnitjenko Kazakstan        | Dennis Hall USA                    | Sheng Zetian Kina                  |
| Sydney 2000 Detaljer...         | Armen Nazarjan Bulgarien           | Kim In-Sub Sydkorea                | Sheng Zetian Kina                  |
| Aten 2004 Detaljer...           | István Majoros Ungern              | Gejdar Mamedalijev Ryssland        | Artiom Kiouregkian Grekland        |
| Peking 2008 Detaljer...         | Nazir Mankijev Ryssland            | Rövşän Bayramov Azerbajdzjan       | Roman Amojan Armenien              |
| Peking 2008 Detaljer...         | Nazir Mankijev Ryssland            | Rövşän Bayramov Azerbajdzjan       | Park Eun-chul Sydkorea             |
| London 2012 Detaljer...         | Hamid Sourian Iran                 | Rövşän Bayramov Azerbajdzjan       | Péter Módos Ungern                 |
| London 2012 Detaljer...         | Hamid Sourian Iran                 | Rövşän Bayramov Azerbajdzjan       | Mingijan Semenov Ryssland          |
| Rio de Janeiro 2016 Detaljer... | Ismael Borrero Kuba                | Shinobu Ota Japan                  | Stig-André Berge Norge             |
| Rio de Janeiro 2016 Detaljer... | Ismael Borrero Kuba                | Shinobu Ota Japan                  | Elmurat Tasmuradov Uzbekistan      |
| Tokyo 2020 Detaljer...          | Luis Orta Kuba                     | Kenichiro Fumita Japan             | Walihan Sailike Kina               |
| Tokyo 2020 Detaljer...          | Luis Orta Kuba                     | Kenichiro Fumita Japan             | Sergej Jemelin ROC                 |
| Paris 2024 Detaljer...          | Kenichiro Fumita Japan             | Cao Liguo Kina                     | Zjolaman Sjarsjenbekov Kirgizistan |
| Paris 2024 Detaljer...          | Kenichiro Fumita Japan             | Cao Liguo Kina                     | Ri Se-ung Nordkorea                |

### Lättvikt
- 66,6 kg: 1908
- 67,5 kg: 1912–1928
- 66 kg: 1932–1936
- 67 kg: 1948–1960
- 70 kg: 1964–1968
- 68 kg: 1972–1996
- 69 kg: 2000
- 66 kg: 2004–2016
- 67 kg: 2020–

| Spel                            | Guld                               | Silver                           | Brons                             |
| London 1908 Detaljer...         | Enrico Porro Italien               | Nikolaj Orlov Ryssland           | Arvo Lindén Finland               |
| Stockholm 1912 Detaljer...      | Emil Väre Finland                  | Gustaf Malmström Sverige         | Edvin Mattiasson Sverige          |
| Antwerpen 1920 Detaljer...      | Emil Väre Finland                  | Taavi Tamminen Finland           | Frithjof Andersen Norge           |
| Paris 1924 Detaljer...          | Oskari Friman Finland              | Lajos Keresztes Ungern           | Kalle Westerlund Finland          |
| Amsterdam 1928 Detaljer...      | Lajos Keresztes Ungern             | Eduard Sperling Tyskland         | Edvard Westerlund Finland         |
| Los Angeles 1932 Detaljer...    | Erik Malmberg Sverige              | Abraham Kurland Danmark          | Eduard Sperling Tyskland          |
| Berlin 1936 Detaljer...         | Lauri Koskela Finland              | Jozef Herda Tjeckoslovakien      | Voldemar Väli Estland             |
| London 1948 Detaljer...         | Gustav Freij Sverige               | Aage Eriksen Norge               | Károly Ferencz Ungern             |
| Helsingfors 1952 Detaljer...    | Sjazam Safin Sovjetunionen         | Gustav Freij Sverige             | Mikuláš Athanasov Tjeckoslovakien |
| Melbourne 1956 Detaljer...      | Kyösti Lehtonen Finland            | Rıza Doğan Turkiet               | Gyula Tóth Ungern                 |
| Rom 1960 Detaljer...            | Avtandil Koridze Sovjetunionen     | Branislav Martinović Jugoslavien | Gustav Freij Sverige              |
| Tokyo 1964 Detaljer...          | Kazım Ayvaz Turkiet                | Valeriu Bularca Rumänien         | Davit Gvantseladze Sovjetunionen  |
| Mexico City 1968 Detaljer...    | Muneji Munemura Japan              | Stevan Horvat Jugoslavien        | Petros Galaktopoulos Grekland     |
| München 1972 Detaljer...        | Sjamil Chisamutdinov Sovjetunionen | Stojan Apostolov Bulgarien       | Gian-Matteo Ranzi Italien         |
| Montréal 1976 Detaljer...       | Suren Nalbandjan Sovjetunionen     | Ștefan Rusu Rumänien             | Heinz-Helmut Wehling Östtyskland  |
| Moskva 1980 Detaljer...         | Ștefan Rusu Rumänien               | Andrzej Supron Polen             | Lars-Erik Skiöld Sverige          |
| Los Angeles 1984 Detaljer...    | Vlado Lisjak Jugoslavien           | Tapio Sipilä Finland             | James Martinez USA                |
| Seoul 1988 Detaljer...          | Levon Julfalakjan Sovjetunionen    | Kim Sung-Moon Sydkorea           | Tapio Sipilä Finland              |
| Barcelona 1992 Detaljer...      | Attila Repka Ungern                | Islam Dugusjiev OSS              | Rodney Smith USA                  |
| Atlanta 1996 Detaljer...        | Ryszard Wolny Polen                | Ghani Yalouz Frankrike           | Aleksandr Tretjakov Ryssland      |
| Sydney 2000 Detaljer...         | Filiberto Azcuy Kuba               | Katsuhiko Nagata Japan           | Aleksej Glusjkov Ryssland         |
| Aten 2004 Detaljer...           | Färid Mansurov Azerbajdzjan        | Şeref Eroğlu Turkiet             | Mchitar Manukjan Kazakstan        |
| Peking 2008 Detaljer...         | Steeve Guénot Frankrike            | Kanatbek Begalijev Kirgizistan   | Michail Siamjonaŭ Belarus         |
| Peking 2008 Detaljer...         | Steeve Guénot Frankrike            | Kanatbek Begalijev Kirgizistan   | Armen Vardanjan Ukraina           |
| London 2012 Detaljer...         | Kim Hyeon-woo Sydkorea             | Tamás Lőrincz Ungern             | Steeve Guénot Frankrike           |
| London 2012 Detaljer...         | Kim Hyeon-woo Sydkorea             | Tamás Lőrincz Ungern             | Manutjar Tschadaia Georgien       |
| Rio de Janeiro 2016 Detaljer... | Davor Štefanek Serbien             | Mihran Harutyunyan Armenien      | Rasul Chunayev Azerbajdzjan       |
| Rio de Janeiro 2016 Detaljer... | Davor Štefanek Serbien             | Mihran Harutyunyan Armenien      | Sjmagi Bolkvadze Georgien         |
| Tokyo 2020 Detaljer...          | Mohammad Reza Geraei Iran          | Parviz Nasibov Ukraina           | Mohamed Ibrahim El-Sayed Egypten  |
| Tokyo 2020 Detaljer...          | Mohammad Reza Geraei Iran          | Parviz Nasibov Ukraina           | Frank Stäbler Tyskland            |
| Paris 2024 Detaljer...          | Saeid Esmaeili Iran                | Parviz Nasibov Ukraina           | Häsrät Cäfärov Azerbajdzjan       |
| Paris 2024 Detaljer...          | Saeid Esmaeili Iran                | Parviz Nasibov Ukraina           | Luis Orta Kuba                    |

### Weltervikt
- 72 kg: 1932–1936
- 73 kg: 1948–1960
- 78 kg: 1964–1968
- 74 kg: 1972–1996
- 76 kg: 2000
- 74 kg: 2004–2012
- 75 kg: 2016
- 77 kg: 2020–

| Spel                            | Guld                               | Silver                                      | Brons                           |
| Los Angeles 1932 Detaljer...    | Ivar Johansson Sverige             | Väinö Kajander Finland                      | Ercole Gallegati Italien        |
| Berlin 1936 Detaljer...         | Rudolf Svedberg Sverige            | Fritz Schäfer Tyskland                      | Eino Virtanen Finland           |
| London 1948 Detaljer...         | Gösta Andersson Sverige            | Miklós Szilvási Ungern                      | Henrik Hansen Danmark           |
| Helsingfors 1952 Detaljer...    | Miklós Szilvási Ungern             | Gösta Andersson Sverige                     | Khalil Taha Libanon             |
| Melbourne 1956 Detaljer...      | Mithat Bayrak Turkiet              | Vladimir Manejev Sovjetunionen              | Per Berlin Sverige              |
| Rom 1960 Detaljer...            | Mithat Bayrak Turkiet              | Günther Maritschnigg Tysklands förenade lag | René Schiermeyer Frankrike      |
| Tokyo 1964 Detaljer...          | Anatolij Kolesov Sovjetunionen     | Kiril Petkov Bulgarien                      | Bertil Nyström Sverige          |
| Mexico City 1968 Detaljer...    | Rudolf Vesper Östtyskland          | Daniel Robin Frankrike                      | Károly Bajkó Ungern             |
| München 1972 Detaljer...        | Vítězslav Mácha Tjeckoslovakien    | Petros Galaktopoulos Grekland               | Janne Karlsson Sverige          |
| Montréal 1976 Detaljer...       | Anatolij Bijkov Sovjetunionen      | Vítězslav Mácha Tjeckoslovakien             | Karl-Heinz Helbing Västtyskland |
| Moskva 1980 Detaljer...         | Ferenc Kocsis Ungern               | Anatolij Bijkov Sovjetunionen               | Mikko Huhtala Finland           |
| Los Angeles 1984 Detaljer...    | Jouko Salomäki Finland             | Roger Tallroth Sverige                      | Ștefan Rusu Rumänien            |
| Seoul 1988 Detaljer...          | Kim Young-Nam Sydkorea             | Däulet Turlychanov Sovjetunionen            | Józef Tracz Polen               |
| Barcelona 1992 Detaljer...      | Mnatsakan Iskandarjan OSS          | Józef Tracz Polen                           | Torbjörn Kornbakk Sverige       |
| Atlanta 1996 Detaljer...        | Filiberto Azcuy Kuba               | Marko Asell Finland                         | Józef Tracz Polen               |
| Sydney 2000 Detaljer...         | Murat Kardanov Ryssland            | Matt Lindland USA                           | Marko Yli-Hannuksela Finland    |
| Aten 2004 Detaljer...           | Aleksandr Dokturashvili Uzbekistan | Marko Yli-Hannuksela Finland                | Varteres Samurgasjev Ryssland   |
| Peking 2008 Detaljer...         | Manutjar Kvirkvelia Georgien       | Chang Yongxiang Kina                        | Javor Janakiev Bulgarien        |
| Peking 2008 Detaljer...         | Manutjar Kvirkvelia Georgien       | Chang Yongxiang Kina                        | Christophe Guénot Frankrike     |
| London 2012 Detaljer...         | Roman Vlasov Ryssland              | Arsen Julfalakjan Armenien                  | Emin Ähmädov Azerbajdzjan       |
| London 2012 Detaljer...         | Roman Vlasov Ryssland              | Arsen Julfalakjan Armenien                  | Aleksandr Kazakevič Litauen     |
| Rio de Janeiro 2016 Detaljer... | Roman Vlasov Ryssland              | Mark Madsen Danmark                         | Saeid Abdevali Iran             |
| Rio de Janeiro 2016 Detaljer... | Roman Vlasov Ryssland              | Mark Madsen Danmark                         | Kim Hyeon-woo Sydkorea          |
| Tokyo 2020 Detaljer...          | Tamás Lőrincz Ungern               | Akzjol Machmudov Kirgizistan                | Rafiq Hüseynov Azerbajdzjan     |
| Tokyo 2020 Detaljer...          | Tamás Lőrincz Ungern               | Akzjol Machmudov Kirgizistan                | Shohei Yabiku Japan             |
| Paris 2024 Detaljer...          | Nao Kusaka Japan                   | Demeu Zjadyrajev Kazakstan                  | Malchas Amojan Armenien         |
| Paris 2024 Detaljer...          | Nao Kusaka Japan                   | Demeu Zjadyrajev Kazakstan                  | Akzjol Machmudov Kirgizistan    |

### Mellanvikt
- 73 kg: 1908
- 75 kg: 1912–1928
- 79 kg: 1932–1960
- 87 kg: 1964–1968
- 82 kg: 1972–1996
- 85 kg: 2000
- 84 kg: 2004–2012
- 85 kg: 2016
- 87 kg: 2020–

| Spel                            | Guld                              | Silver                             | Brons                              |
| London 1908 Detaljer...         | Frithiof Mårtensson Sverige       | Mauritz Andersson Sverige          | Anders Andersen Danmark            |
| Stockholm 1912 Detaljer...      | Claes Johansson Sverige           | Martin Klein Ryssland              | Alfred Asikainen Finland           |
| Antwerpen 1920 Detaljer...      | Calle Westergren Sverige          | Arthur Lindfors Finland            | Masa Perttilä Finland              |
| Paris 1924 Detaljer...          | Edvard Westerlund Finland         | Arthur Lindfors Finland            | Roman Steinberg Estland            |
| Amsterdam 1928 Detaljer...      | Väinö Kokkinen Finland            | László Papp Ungern                 | Albert Kusnets Estland             |
| Los Angeles 1932 Detaljer...    | Väinö Kokkinen Finland            | Jean Földeák Tyskland              | Axel Cadier Sverige                |
| Berlin 1936 Detaljer...         | Ivar Johansson Sverige            | Ludwig Schweickert Tyskland        | József Palotás Ungern              |
| London 1948 Detaljer...         | Axel Grönberg Sverige             | Muhlis Tayfur Turkiet              | Ercole Gallegati Italien           |
| Helsingfors 1952 Detaljer...    | Axel Grönberg Sverige             | Kalervo Rauhala Finland            | Nikolaj Belov Sovjetunionen        |
| Melbourne 1956 Detaljer...      | Givi Kartozia Sovjetunionen       | Dimitar Dobrev Bulgarien           | Rune Jansson Sverige               |
| Rom 1960 Detaljer...            | Dimitar Dobrev Bulgarien          | Lothar Metz Tysklands förenade lag | Ion Țăranu Rumänien                |
| Tokyo 1964 Detaljer...          | Branislav Simić Jugoslavien       | Jiří Kormaník Tjeckoslovakien      | Lothar Metz Tysklands förenade lag |
| Mexico City 1968 Detaljer...    | Lothar Metz Östtyskland           | Valentin Olenik Sovjetunionen      | Branislav Simić Jugoslavien        |
| München 1972 Detaljer...        | Csaba Hegedűs Ungern              | Anatolij Nazarenko Sovjetunionen   | Milan Nenadić Jugoslavien          |
| Montréal 1976 Detaljer...       | Momir Petković Jugoslavien        | Vladimir Tjeboksarov Sovjetunionen | Ivan Kolev Bulgarien               |
| Moskva 1980 Detaljer...         | Gennadij Korban Sovjetunionen     | Jan Dołgowicz Polen                | Pavel Pavlov Bulgarien             |
| Los Angeles 1984 Detaljer...    | Ion Draica Rumänien               | Dimitrios Thanopoulos Grekland     | Sören Claeson Sverige              |
| Seoul 1988 Detaljer...          | Michail Mamiasjvili Sovjetunionen | Tibor Komáromi Ungern              | Kim Sang-Kyu Sydkorea              |
| Barcelona 1992 Detaljer...      | Péter Farkas Ungern               | Piotr Stępień Polen                | Däulet Turlychanov OSS             |
| Atlanta 1996 Detaljer...        | Hamza Yerlikaya Turkiet           | Thomas Zander Tyskland             | Valerij Tsilent Belarus            |
| Sydney 2000 Detaljer...         | Hamza Yerlikaya Turkiet           | Sándor Bárdosi Ungern              | Muchran Vachtangadze Georgien      |
| Aten 2004 Detaljer...           | Aleksej Misjin Ryssland           | Ara Abrahamian Sverige             | Vjatjaslaŭ Makaranka Belarus       |
| Peking 2008 Detaljer...         | Andrea Minguzzi Italien           | Zoltán Fodor Ungern                | Nazmi Avluca Turkiet               |
| Peking 2008 Detaljer...         | Andrea Minguzzi Italien           | Zoltán Fodor Ungern                | Ara Abrahamian Sverige*            |
| London 2012 Detaljer...         | Alan Chugajev Ryssland            | Karam Gaber Egypten                | Danial Gadzjijev Kazakstan         |
| London 2012 Detaljer...         | Alan Chugajev Ryssland            | Karam Gaber Egypten                | Damian Janikowski Polen            |
| Rio de Janeiro 2016 Detaljer... | Davit Tjakvetadze Ryssland        | Zjan Belenjuk Ukraina              | Javid Hamzatau Belarus             |
| Rio de Janeiro 2016 Detaljer... | Davit Tjakvetadze Ryssland        | Zjan Belenjuk Ukraina              | Denis Kudla Tyskland               |
| Tokyo 2020 Detaljer...          | Zjan Belenjuk Ukraina             | Viktor Lőrincz Ungern              | Denis Kudla Tyskland               |
| Tokyo 2020 Detaljer...          | Zjan Belenjuk Ukraina             | Viktor Lőrincz Ungern              | Zurab Datunasjvili Serbien         |
| Paris 2024 Detaljer...          | Semen Novikov Bulgarien           | Alireza Mohmadi Iran               | Turpal Bisultanov Danmark          |
| Paris 2024 Detaljer...          | Semen Novikov Bulgarien           | Alireza Mohmadi Iran               | Zjan Belenjuk Ukraina              |

*Ara Abrahamian lade bronsmedaljen på brottningsmattan och lämnade prisutdelningen i protest mot domarskandalen i semifinalen, som han förlorade. Efter semifinalen lämnade Ara in en protest mot domaren Jean-Marc Petoud som inte togs emot av FILA. I ett möte den 16 augusti beslutade IOK att ta ifrån honom bronsmedaljen, efter att han hade "brutit mot den olympiska andan".

### Tungvikt
- +93 kg: 1908
- +82,5 kg: 1912–1928
- +87 kg: 1932–1960
- +97 kg: 1964–1968
- 100 kg: 1972–1996
- 97 kg: 2000
- 96 kg: 2004–2012
- 98 kg: 2016
- 97 kg: 2020–

| Spel                            | Guld                             | Silver                                   | Brons                                    |
| London 1908 Detaljer...         | Richárd Weisz Ungern             | Aleksandr Petrov Ryssland                | Søren Marinus Jensen Danmark             |
| Stockholm 1912 Detaljer...      | Yrjö Saarela Finland             | Johan Olin Finland                       | Søren Marinus Jensen Danmark             |
| Antwerpen 1920 Detaljer...      | Adolf Lindfors Finland           | Poul Hansen Danmark                      | Martti Nieminen Finland                  |
| Paris 1924 Detaljer...          | Henri Deglane Frankrike          | Edil Rosenqvist Finland                  | Rajmund Badó Ungern                      |
| Amsterdam 1928 Detaljer...      | Rudolf Svensson Sverige          | Hjalmar Nyström Finland                  | Georg Gehring Tyskland                   |
| Los Angeles 1932 Detaljer...    | Calle Westergren Sverige         | Josef Urban Tjeckoslovakien              | Nikolaus Hirschl Österrike               |
| Berlin 1936 Detaljer...         | Kristjan Palusalu Estland        | John Nyman Sverige                       | Kurt Hornfischer Tyskland                |
| London 1948 Detaljer...         | Ahmet Kireççi Turkiet            | Tor Nilsson Sverige                      | Guido Fantoni Italien                    |
| Helsingfors 1952 Detaljer...    | Johannes Kotkas Sovjetunionen    | Josef Růžička Tjeckoslovakien            | Tauno Kovanen Finland                    |
| Melbourne 1956 Detaljer...      | Anatolij Parfjonov Sovjetunionen | Wilfried Dietrich Tysklands förenade lag | Adelmo Bulgarelli Italien                |
| Rom 1960 Detaljer...            | Ivan Bogdan Sovjetunionen        | Wilfried Dietrich Tysklands förenade lag | Bohumil Kubát Tjeckoslovakien            |
| Tokyo 1964 Detaljer...          | István Kozma Ungern              | Anatolij Rosjtjin Sovjetunionen          | Wilfried Dietrich Tysklands förenade lag |
| Mexico City 1968 Detaljer...    | István Kozma Ungern              | Anatolij Rosjtjin Sovjetunionen          | Petr Kment Tjeckoslovakien               |
| München 1972 Detaljer...        | Nicolae Martinescu Rumänien      | Nikolaj Jakovenko Sovjetunionen          | Ferenc Kiss Ungern                       |
| Montréal 1976 Detaljer...       | Nikolaj Balbosjin Sovjetunionen  | Kamen Goranov Bulgarien                  | Andrzej Skrzydlewski Polen               |
| Moskva 1980 Detaljer...         | Georgi Raikov Bulgarien          | Roman Bierła Polen                       | Vasile Andrei Rumänien                   |
| Los Angeles 1984 Detaljer...    | Vasile Andrei Rumänien           | Greg Gibson USA                          | Jožef Tertei Jugoslavien                 |
| Seoul 1988 Detaljer...          | Andrzej Wroński Polen            | Gerhard Himmel Västtyskland              | Dennis Koslowski USA                     |
| Barcelona 1992 Detaljer...      | Héctor Milián Kuba               | Dennis Koslowski USA                     | Sergei Demjasjkevitj OSS                 |
| Atlanta 1996 Detaljer...        | Andrzej Wroński Polen            | Sergej Lisjtvan Belarus                  | Mikael Ljungberg Sverige                 |
| Sydney 2000 Detaljer...         | Mikael Ljungberg Sverige         | Davyd Saldadze Ukraina                   | Garrett Lowney USA                       |
| Aten 2004 Detaljer...           | Karam Gaber Egypten              | Ramaz Nozadze Georgien                   | Mehmet Özal Turkiet                      |
| Peking 2008 Detaljer...         | Aslanbek Chusjtov Ryssland       | Mirko Englich Tyskland                   | Marek Švec Tjeckien                      |
| Peking 2008 Detaljer...         | Aslanbek Chusjtov Ryssland       | Mirko Englich Tyskland                   | Adam Wheeler USA                         |
| London 2012 Detaljer...         | Ghasem Rezaei Iran               | Rustam Totrov Ryssland                   | Artur Aleksanjan Armenien                |
| London 2012 Detaljer...         | Ghasem Rezaei Iran               | Rustam Totrov Ryssland                   | Jimmy Lidberg Sverige                    |
| Rio de Janeiro 2016 Detaljer... | Artur Aleksanjan Armenien        | Yasmany Lugo Kuba                        | Ghasem Rezaei Iran                       |
| Rio de Janeiro 2016 Detaljer... | Artur Aleksanjan Armenien        | Yasmany Lugo Kuba                        | Cenk İldem Turkiet                       |
| Tokyo 2020 Detaljer...          | Musa Jevlojev ROC                | Artur Aleksanjan Armenien                | Mohammad Hadi Saravi Iran                |
| Tokyo 2020 Detaljer...          | Musa Jevlojev ROC                | Artur Aleksanjan Armenien                | Tadeusz Michalik Polen                   |
| Paris 2024 Detaljer...          | Mohammad Hadi Saravi Iran        | Artur Aleksanjan Armenien                | Gabriel Rosillo Kuba                     |
| Paris 2024 Detaljer...          | Mohammad Hadi Saravi Iran        | Artur Aleksanjan Armenien                | Üzür Zjüsüpbekov Kirgizistan             |

### Supertungvikt
- +100 kg: 1972–1984
- 130 kg: 1988–2000
- 120 kg: 2004–2012
- 130 kg: 2016–

| Spel                            | Guld                                | Silver                       | Brons                         |
| München 1972 Detaljer...        | Anatolij Rosjtjin Sovjetunionen     | Alexander Tomov Bulgarien    | Victor Dolipschi Rumänien     |
| Montréal 1976 Detaljer...       | Aleksandr Koltjinskij Sovjetunionen | Alexander Tomov Bulgarien    | Roman Codreanu Rumänien       |
| Moskva 1980 Detaljer...         | Aleksandr Koltjinskij Sovjetunionen | Alexander Tomov Bulgarien    | Hassan Bechara Libanon        |
| Los Angeles 1984 Detaljer...    | Jeff Blatnick USA                   | Refik Memišević Jugoslavien  | Victor Dolipschi Rumänien     |
| Seoul 1988 Detaljer...          | Aleksandr Karelin Sovjetunionen     | Rangel Gerovski Bulgarien    | Tomas Johansson Sverige       |
| Barcelona 1992 Detaljer...      | Aleksandr Karelin OSS               | Tomas Johansson Sverige      | Ioan Grigoraș Rumänien        |
| Atlanta 1996 Detaljer...        | Aleksandr Karelin Ryssland          | Matt Ghaffari USA            | Serghei Mureico Moldavien     |
| Sydney 2000 Detaljer...         | Rulon Gardner USA                   | Aleksandr Karelin Ryssland   | Dmitrij Debelka Belarus       |
| Aten 2004 Detaljer...           | Chasan Barojev Ryssland             | Georgij Tsurtsumia Kazakstan | Rulon Gardner USA             |
| Peking 2008 Detaljer...         | Mijaín López Kuba                   | Mindaugas Mizgaitis Litauen  | Jurij Patrikejev Armenien     |
| Peking 2008 Detaljer...         | Mijaín López Kuba                   | Mindaugas Mizgaitis Litauen  | Yannick Szczepaniak Frankrike |
| London 2012 Detaljer...         | Mijaín López Kuba                   | Heiki Nabi Estland           | Johan Eurén Sverige           |
| London 2012 Detaljer...         | Mijaín López Kuba                   | Heiki Nabi Estland           | Rıza Kayaalp Turkiet          |
| Rio de Janeiro 2016 Detaljer... | Mijaín López Kuba                   | Rıza Kayaalp Turkiet         | Sabah Shariati Azerbajdzjan   |
| Rio de Janeiro 2016 Detaljer... | Mijaín López Kuba                   | Rıza Kayaalp Turkiet         | Sergej Semenov Ryssland       |
| Tokyo 2020 Detaljer...          | Mijaín López Kuba                   | Iakob Kadzjaia Georgien      | Sergej Semenov ROC            |
| Tokyo 2020 Detaljer...          | Mijaín López Kuba                   | Iakob Kadzjaia Georgien      | Rıza Kayaalp Turkiet          |
| Paris 2024 Detaljer...          | Mijaín López Kuba                   | Yasmani Acosta Chile         | Meng Lingzhe Kina             |
| Paris 2024 Detaljer...          | Mijaín López Kuba                   | Yasmani Acosta Chile         | Amin Mirzazadeh Iran          |

## Tidigare program

### Lätt flugvikt
- 48 kg: 1972–1996

| Spel                         | Guld                                 | Silver                        | Brons                    |
| München 1972 Detaljer...     | Gheorghe Berceanu Rumänien           | Rahim Aliabadi Iran           | Stefan Angelov Bulgarien |
| Montréal 1976 Detaljer...    | Aleksej Sjumakov Sovjetunionen       | Gheorghe Berceanu Rumänien    | Stefan Angelov Bulgarien |
| Moskva 1980 Detaljer...      | Zjaksilijk Usjkempirov Sovjetunionen | Constantin Alexandru Rumänien | Ferenc Seres Ungern      |
| Los Angeles 1984 Detaljer... | Vincenzo Maenza Italien              | Markus Scherer Västtyskland   | Ikuzo Saito Japan        |
| Seoul 1988 Detaljer...       | Vincenzo Maenza Italien              | Andrzej Głąb Polen            | Bratan Tzenov Bulgarien  |
| Barcelona 1992 Detaljer...   | Oleg Kutscherenko OSS                | Vincenzo Maenza Italien       | Wilber Sánchez Kuba      |
| Atlanta 1996 Detaljer...     | Sim Kwon-Ho Sydkorea                 | Aleksandr Pavlov Belarus      | Zafar Gulijev Ryssland   |

### Flugvikt
- 52 kg: 1948–1996
- 54 kg: 2000

| Spel                         | Guld                               | Silver                         | Brons                          |
| London 1948 Detaljer...      | Pietro Lombardi Italien            | Kenan Olcay Turkiet            | Reino Kangasmäki Finland       |
| Helsingfors 1952 Detaljer... | Boris Gurevitj Sovjetunionen       | Ignazio Fabra Italien          | Leo Honkala Finland            |
| Melbourne 1956 Detaljer...   | Nikolaj Solovjov Sovjetunionen     | Ignazio Fabra Italien          | Dursun Ali Eğribaş Turkiet     |
| Rom 1960 Detaljer...         | Dumitru Pârvulescu Rumänien        | Osman El-Sayed Egypten         | Mohammad Paziraei Iran         |
| Tokyo 1964 Detaljer...       | Tsutomu Hanahara Japan             | Angel Kerezov Bulgarien        | Dumitru Pârvulescu Rumänien    |
| Mexico City 1968 Detaljer... | Petar Kirov Bulgarien              | Vladimir Bakulin Sovjetunionen | Miroslav Zeman Tjeckoslovakien |
| München 1972 Detaljer...     | Petar Kirov Bulgarien              | Koichiro Hirayama Japan        | Giuseppe Bognanni Italien      |
| Montréal 1976 Detaljer...    | Vitalij Konstantinov Sovjetunionen | Nicu Gingă Rumänien            | Koichiro Hirayama Japan        |
| Moskva 1980 Detaljer...      | Vachtang Blagidze Sovjetunionen    | Lajos Rácz Ungern              | Mladen Mladenov Bulgarien      |
| Los Angeles 1984 Detaljer... | Atsuji Miyahara Japan              | Daniel Aceves Mexiko           | Bang Dae-Du Sydkorea           |
| Seoul 1988 Detaljer...       | Jon Rønningen Norge                | Atsuji Miyahara Japan          | Lee Jae-Suk Sydkorea           |
| Barcelona 1992 Detaljer...   | Jon Rønningen Norge                | Alfred Ter-Mkrtytjan OSS       | Min Kyung-Gab Sydkorea         |
| Atlanta 1996 Detaljer...     | Armen Nazarjan Armenien            | Brandon Paulson USA            | Andrij Kalasjnykov Ukraina     |
| Sydney 2000 Detaljer...      | Sim Kwon-Ho Sydkorea               | Lázaro Rivas Kuba              | Kang Yong-Gyun Nordkorea       |

### Fjädervikt
- 60 kg: 1912–1920
- 62 kg: 1924–1928
- 61 kg: 1932–1960
- 63 kg: 1964–1968
- 62 kg: 1972–1996
- 63 kg: 2000
- 60 kg: 2004–2012

| Spel                         | Guld                             | Silver                           | Brons                              |
| Stockholm 1912 Detaljer...   | Kaarlo Koskelo Finland           | Georg Gerstäcker Tyskland        | Otto Lasanen Finland               |
| Antwerpen 1920 Detaljer...   | Oskari Friman Finland            | Heikki Kähkönen Finland          | Frithjof Svensson Sverige          |
| Paris 1924 Detaljer...       | Kalle Anttila Finland            | Aleksanteri Toivola Finland      | Erik Malmberg Sverige              |
| Amsterdam 1928 Detaljer...   | Voldemar Väli Estland            | Erik Malmberg Sverige            | Gerolamo Quaglia Italien           |
| Los Angeles 1932 Detaljer... | Giovanni Gozzi Italien           | Wolfgang Ehrl Tyskland           | Lauri Koskela Finland              |
| Berlin 1936 Detaljer...      | Yaşar Erkan Turkiet              | Aarne Reini Finland              | Einar Karlsson Sverige             |
| London 1948 Detaljer...      | Mehmet Oktav Turkiet             | Olle Anderberg Sverige           | Ferenc Tóth Ungern                 |
| Helsingfors 1952 Detaljer... | Jakov Punkin Sovjetunionen       | Imre Polyák Ungern               | Abdel Aal Rashid Egypten           |
| Melbourne 1956 Detaljer...   | Rauno Mäkinen Finland            | Imre Polyák Ungern               | Roman Dzneladze Sovjetunionen      |
| Rom 1960 Detaljer...         | Müzahir Sille Turkiet            | Imre Polyák Ungern               | Konstantin Vyrupajev Sovjetunionen |
| Tokyo 1964 Detaljer...       | Imre Polyák Ungern               | Roman Rurua Sovjetunionen        | Branislav Martinović Jugoslavien   |
| Mexico City 1968 Detaljer... | Roman Rurua Sovjetunionen        | Hideo Fujimoto Japan             | Simion Popescu Rumänien            |
| München 1972 Detaljer...     | Georgi Markov Bulgarien          | Heinz-Helmut Wehling Östtyskland | Kazimierz Lipień Polen             |
| Montréal 1976 Detaljer...    | Kazimierz Lipień Polen           | Nelson Davidjan Sovjetunionen    | László Réczi Ungern                |
| Moskva 1980 Detaljer...      | Stelios Mygiakis Grekland        | István Tóth Ungern               | Boris Kramorenko Sovjetunionen     |
| Los Angeles 1984 Detaljer... | Kim Weon-kee Sydkorea            | Kent-Olle Johansson Sverige      | Hugo Dietsche Schweiz              |
| Seoul 1988 Detaljer...       | Kamandar Madzjidov Sovjetunionen | Zjivko Vangelov Bulgarien        | An Dae-Hyun Sydkorea               |
| Barcelona 1992 Detaljer...   | Mehmet Akif Pirim Turkiet        | Sergej Martynov OSS              | Juan Marén Kuba                    |
| Atlanta 1996 Detaljer...     | Włodzimierz Zawadzki Polen       | Juan Marén Kuba                  | Mehmet Akif Pirim Turkiet          |
| Sydney 2000 Detaljer...      | Varteres Samurgasjev Ryssland    | Juan Marén Kuba                  | Akaki Tjatjua Georgien             |
| Aten 2004 Detaljer...        | Jung Ji-hyun Sydkorea            | Roberto Monzón Kuba              | Armen Nazarjan Bulgarien           |
| Peking 2008 Detaljer...      | Islambek Albijev Ryssland        | Nurbakyt Tengizbajev Kazakstan   | Sheng Jiang Kina                   |
| Peking 2008 Detaljer...      | Islambek Albijev Ryssland        | Nurbakyt Tengizbajev Kazakstan   | Ruslan Tümönbajev Kirgizistan      |
| London 2012 Detaljer...      | Omid Norouzi Iran                | Revaz Lasjchi Georgien           | Ryutaro Matsumoto Japan            |
| London 2012 Detaljer...      | Omid Norouzi Iran                | Revaz Lasjchi Georgien           | Zaur Kuramagomedov Ryssland        |

### Lätt tungvikt
- 93 kg: 1908
- 82,5 kg: 1912–1928
- 87 kg: 1932–1960
- 97 kg: 1964–1968
- 90 kg: 1972–1996

| Spel                         | Guld                             | Silver                                      | Brons                              |
| London 1908 Detaljer...      | Verner Weckman Finland           | Yrjö Saarela Finland                        | Carl Jensen Danmark                |
| Stockholm 1912 Detaljer...   | ingen medaljör                   | Anders Ahlgren Sverige Ivar Böhling Finland | Béla Varga Ungern                  |
| Antwerpen 1920 Detaljer...   | Claes Johansson Sverige          | Edil Rosenqvist Finland                     | Johannes Eriksen Danmark           |
| Paris 1924 Detaljer...       | Calle Westergren Sverige         | Rudolf Svensson Sverige                     | Onni Pellinen Finland              |
| Amsterdam 1928 Detaljer...   | Ibrahim Moustafa Egypten         | Adolf Rieger Tyskland                       | Onni Pellinen Finland              |
| Los Angeles 1932 Detaljer... | Rudolf Svensson Sverige          | Onni Pellinen Finland                       | Mario Gruppioni Italien            |
| Berlin 1936 Detaljer...      | Axel Cadier Sverige              | Edvīns Bietags Lettland                     | August Neo Estland                 |
| London 1948 Detaljer...      | Karl-Erik Nilsson Sverige        | Kelpo Gröndahl Finland                      | Ibrahim Orabi Egypten              |
| Helsingfors 1952 Detaljer... | Kelpo Gröndahl Finland           | Sjalva Tjichladze Sovjetunionen             | Karl-Erik Nilsson Sverige          |
| Melbourne 1956 Detaljer...   | Valentin Nikolajev Sovjetunionen | Petko Sirakov Bulgarien                     | Karl-Erik Nilsson Sverige          |
| Rom 1960 Detaljer...         | Tevfik Kış Turkiet               | Krali Bimbalov Bulgarien                    | Givi Kartozia Sovjetunionen        |
| Tokyo 1964 Detaljer...       | Bojan Radev Bulgarien            | Per Svensson Sverige                        | Heinz Kiehl Tysklands förenade lag |
| Mexico City 1968 Detaljer... | Bojan Radev Bulgarien            | Nikolaj Jakovenko Sovjetunionen             | Nicolae Martinescu Rumänien        |
| München 1972 Detaljer...     | Valerij Rezantsev Sovjetunionen  | Josip Čorak Jugoslavien                     | Czesław Kwieciński Polen           |
| Montréal 1976 Detaljer...    | Valerij Rezantsev Sovjetunionen  | Stojan Ivanov Bulgarien                     | Czesław Kwieciński Polen           |
| Moskva 1980 Detaljer...      | Norbert Növényi Ungern           | Igor Kanygin Sovjetunionen                  | Petre Dicu Rumänien                |
| Los Angeles 1984 Detaljer... | Steve Fraser USA                 | Ilie Matei Rumänien                         | Frank Andersson Sverige            |
| Seoul 1988 Detaljer...       | Atanas Komtjev Bulgarien         | Harri Koskela Finland                       | Vladimir Popov Sovjetunionen       |
| Barcelona 1992 Detaljer...   | Maik Bullmann Tyskland           | Hakkı Başar Turkiet                         | Gogi Koghuasjvili OSS              |
| Atlanta 1996 Detaljer...     | Vjatjeslav Olejnyk Ukraina       | Jacek Fafiński Polen                        | Maik Bullmann Tyskland             |

### Öppen
| Spel                  | Guld                    | Silver                   | Brons                            |
| Aten 1896 Detaljer... | Carl Schuhmann Tyskland | Georgios Tsitas Grekland | Stephanos Christopoulos Grekland |